# Hermann Speelmans

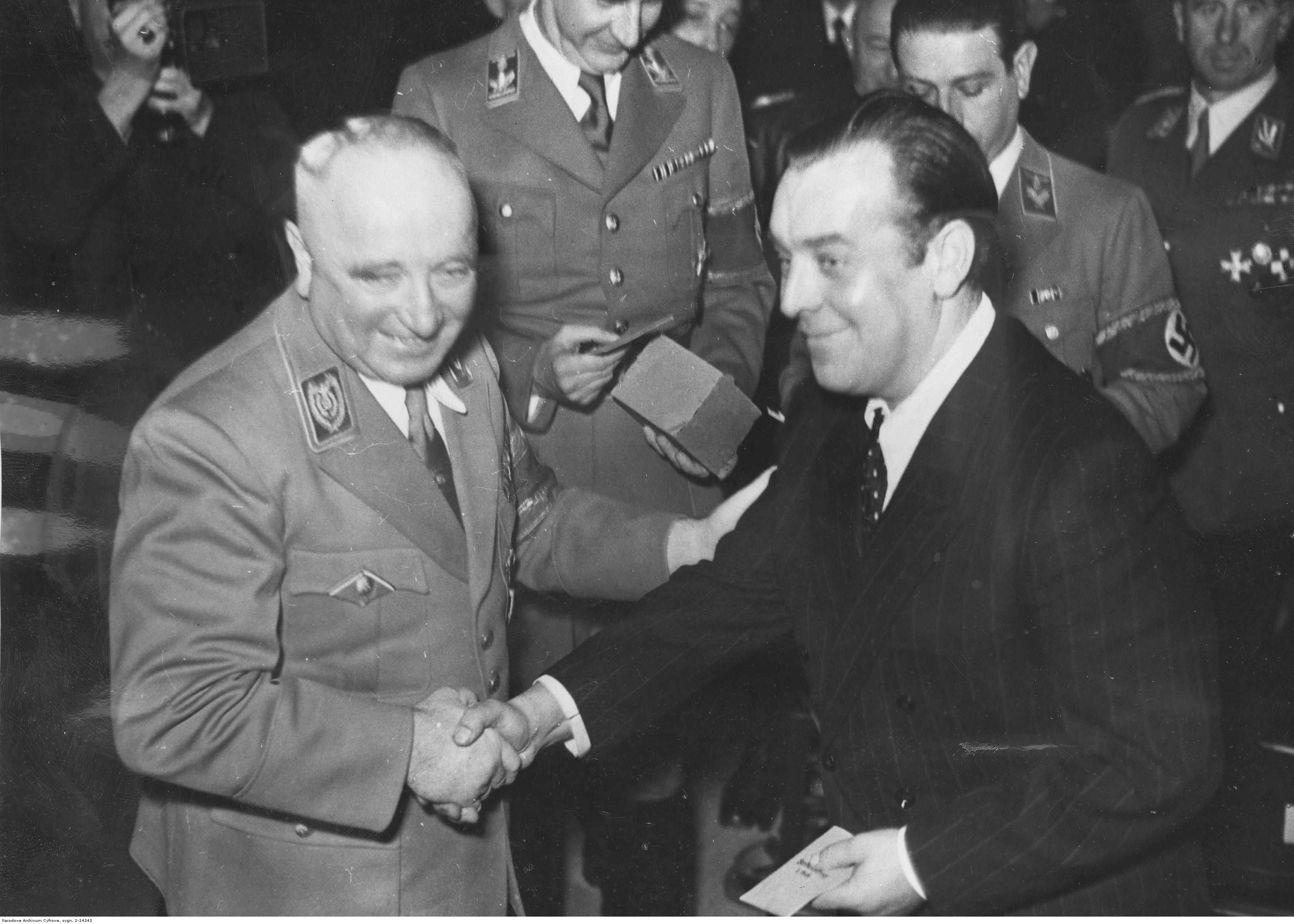
Dr. Robert Ley verleiht Hermann Speelmans 1943 das Kriegsverdienstkreuz

Hermann Maria Louise Speelmans (* 14. August 1902 in Uerdingen; † 9. Februar 1960 in Berlin) war ein deutscher Schauspieler und Hörspielsprecher.

## Leben
Er studierte in Köln, Heidelberg und Berlin Philosophie, Kunstgeschichte und Soziologie. Während seiner Doktorarbeit über den europäischen Nihilismus kam er als Statist in Köln erstmals zum Theater.
Nach seinem Abschluss begann er seine schauspielerische Tätigkeit 1924 am Schauspielhaus Köln. 1925 spielte er in Hagen und 1926 am Deutschen Theater in Berlin. Seit einer Schifffahrt galt er als verschollen. Heinz Hilpert ließ ihn suchen und als Speelmans in Marseille wieder auftauchte, engagierte er ihn 1928 an das Renaissance-Theater. 1930/31 war er an der Tribüne tätig, später auch an der Komödie.
Nach einigen kleineren Einsätzen erhielt Speelmans 1931 in Der Mann, der seinen Mörder sucht seine erste tragende Filmrolle. Er wurde dann in den Produktionen zur Zeit des Deutschen Reiches 1933 bis 1945 häufig als „ganzer Kerl“ und guter Kumpel im Film  eingesetzt, manchmal als Ganove, oft aber als Freund des eigentlichen Helden wie 1942 als Christian Kuchenreutter in Münchhausen. Speelmans stand 1944 in der Gottbegnadeten-Liste des Reichsministeriums für Volksaufklärung und Propaganda.
Bei Kriegsende gründete er 1945 mit der „Werkstatt“ seine eigene Wanderbühne und zog mit ihr drei Jahre lang durch die Provinz. Danach erschien er wieder in mehreren Filmen, litt aber auch an Alkoholproblemen. Kurz nach dem Abschluss eines Vertrages mit der DEFA brach er auf der Straße zusammen und starb kurz darauf. Er wurde auf dem Waldfriedhof Zehlendorf beigesetzt, doch ist seine Grabstätte inzwischen aufgelöst.

## Filmografie
- 1928: Ihr dunkler Punkt
- 1929: Diane
- 1930: Es gibt eine Frau, die Dich niemals vergißt
- 1931: Der Hauptmann von Köpenick
- 1931: Kinder vor Gericht
- 1931: Der Mann, der seinen Mörder sucht
- 1931: Nie wieder Liebe
- 1931: Schachmatt
- 1931: Die Schlacht von Bademünde
- 1931: Danton
- 1931: Der Herr Finanzdirektor
- 1931: Voruntersuchung
- 1931: Nachtkolonne
- 1932: F.P.1 antwortet nicht
- 1932: Schuß im Morgengrauen
- 1932: Strich durch die Rechnung
- 1932: Unter falscher Flagge
- 1932: Zu Befehl, Herr Unteroffizier
- 1933: Ein gewisser Herr Gran
- 1933: Eine Tür geht auf
- 1933: Hitlerjunge Quex
- 1933: Des jungen Dessauers große Liebe
- 1933: Die Nacht im Forsthaus
- 1934: Die vier Musketiere
- 1934: Ein Mann will nach Deutschland
- 1934: Ferien vom Ich
- 1934: Herr Kobin geht auf Abenteuer
- 1935: Ein ganzer Kerl
- 1935: Die Werft zum grauen Hecht
- 1935: Verlieb Dich nicht am Bodensee
- 1936: Du kannst nicht treu sein
- 1936: Ein seltsamer Gast
- 1936: Dahinten in der Heide
- 1937: Sherlock Holmes. „Die graue Dame“
- 1937: Autobus S
- 1938: Musketier Meier III
- 1938: Schüsse in Kabine 7
- 1938: Des jungen Dessauers große Liebe
- 1939: Alarm auf Station III
- 1939: Kongo-Express
- 1939: Wer küßt Madeleine?
- 1939: Mann für Mann
- 1940: Falschmünzer
- 1941: Auf Wiedersehn, Franziska
- 1941: Unser kleiner Junge
- 1941: Familienanschluß
- 1942: Vom Schicksal verweht
- 1943: Münchhausen
- 1943: Drei tolle Mädels
- 1944: Meine vier Jungens
- 1944/48: Im Tempel der Venus
- 1945: Wir seh’n uns wieder
- 1945: Der Scheiterhaufen
- 1947: In jenen Tagen
- 1948: Vor uns liegt das Leben
- 1949: Gesucht wird Majora
- 1952: Gift im Zoo
- 1952: Lockende Sterne
- 1953: Ein Herz spielt falsch
- 1953: Komm zurück...
- 1955: Verrat an Deutschland
- 1955: Banditen der Autobahn
- 1955: Hanussen
- 1955: Ciske – ein Kind braucht Liebe
- 1956: Rosen für Bettina
- 1956: Das Mädchen Marion
- 1956: Von der Liebe besiegt
- 1959: Liebe, Luft und lauter Lügen

## Hörspiele
- 1951: Weißjacke – Regie: Otto Kurth
- 1951: Affäre Dreyfus – Regie: Curt Goetz-Pflug
- 1951: Der Einzelgänger – Regie: Fritz Schröder-Jahn
- 1952: Hinter sieben Fenstern brennt noch Licht – Regie: Fritz Schröder-Jahn
- 1952: Die Kurve – Regie: Walter Ohm
- 1952: Alkestis – Regie: Friedrich-Carl Kobbe
- 1953: Othello (nach William Shakespeare) – Regie: Walter Ohm
- 1953: Panamaskandal – Regie: Walter Ohm
- 1953: Finden Sie Livingston – Regie: Karl Peter Biltz
- 1953: Die unnützen Mäuler – Regie: Walter Ohm
- 1956: Das Martyrium der Scheinheiligen – Regie: Walter Ohm
- 1957: Das Verhör des Lukullus – Regie: Walter Ohm
- 1957: Das grüne Zelt oder Wie Kapitän Scott den Südpol entdeckte – Regie: Otto Kurth
- 1958: Himmlische Harmonie – Regie: Walter Ohm
- 1958: Die Geschichte von Vasco – Regie: Walter Ohm
- 1958: Götz von Berlichingen mit der eisernen Hand (nach Johann Wolfgang von Goethe) – Regie: Heinz-Günter Stamm
- 1959: François Cenodoxus, der Doktor von Paris – Regie: Walter Ohm